# Кин, Саймон
Саймон Кин (англ. Simon Kean; род. 11 января 1989, Труа-Ривьер, Квебек, Канада) — канадский боксёр-профессионал, выступающий в тяжёлой весовой категории. Участник Олимпийских игр (2012), многократный победитель и призёр международных и национальных первенств в любителях. Среди профессионалов чемпион по версиям WBC International Silver (2019—2021), IBO Inter-Continental (2017—2018) и WBC Francophone (2018) в тяжёлом весе.
Лучшая позиция по рейтингу BoxRec — 25-я (сентябрь 2018) и являлся 1-м среди канадских боксёров тяжёлой весовой категории, а по рейтингам основных международных боксёрских организаций занимал 25-ю строчку рейтинга WBC, — уверенно входя в ТОП-25 лучших тяжеловесов всего мира.

## Биография
Симон Кин родился 11 января 1989 года в городе Труа-Ривьер, Канада.

## Любительская карьера
В мае 2012 года на Американском Олимпийском квалификационном турнире в Рио-де-Жанейро, занял третье место - проиграв в полуфинале турнира эквадорцу Итало Переа, и получил лицензию на участие в Олимпиаде 2012 года в Лондоне.
И на Олимпийских играх 2012 года спорно победил будущего олимпийского чемпиона Тони Йока (16+ :16) и в итоге дошёл до четвертьфинала, где проиграл казахстанцу Ивану Дычко со счетом 6-20.

## Профессиональная карьера
6 ноября 2015 года провёл дебют на профессиональном ринге, победив техническим нокаутом в 1-м раунде венгра Балаза Бодо (1-0).
7 декабря 2019 года состоялся 10-ти раундовый бой в Канаде, в котором Саймон досрочно победил техническим нокаутом в 10-м раунде 43-летнего бывшего чемпиона мира белоруса Сергея Ляховича (27-7), и завоевал вакантный титул чемпиона по версии WBC International Silver в тяжёлом весе.

### Бой с Джозефом Паркером
28 октября 2023 года в Эр-Рияде, Саудовская Аравия в андеркарде боя «Тайсон Фьюри — Франсис Нганну» встретился с бывшим чемпионом мира WBO новозеландцем Джозефом Паркером (32-3, 23 КО). Первые два раунда прошли с минимальным преимуществом Паркера. В третьем раунде после обоюдного обострения Джозеф точным ударом отправил Кина в нокдаун, удар правый снизу оказался сильным и точным, рефери остановил бой после счёта. Паркер завоевал титулы IBF Inter-Continental & WBO Inter-Continental.

### Завершение карьеры
В конце августа 2024 года объявил о завершение профессиональной карьеры и уходе из бокса. 

## Статистика профессиональных боёв
В таблице перечислены результаты всех поединков боксёров.
В каждой строке указан результат поединка. Дополнительно номер поединка обозначен цветом, который обозначает итог поединка. Расшифровка обозначений и цветов представлена в нижеследующей таблице.
| Пример | Расшифровка                     |
| ------ | ------------------------------- |
|        | Победа                          |
|        | Ничья                           |
|        | Поражение                       |
|        | Планируемый поединок            |
|        | Поединок признан несостоявшимся |
| КО     | Нокаут                          |
| ТКО    | Технический нокаут              |
| PTS    | Решение судей (по очкам)        |
| UD     | Единогласное решение судей      |
| MD     | Решение большинства судей       |
| SD     | Раздельное решение судей        |
| RTD    | Отказ от продолжения боя        |
| DQ     | Дисквалификация                 |
| NC     | Поединок признан несостоявшимся |

| 25 поединков, 23 победы (22 нокаутом), 2 поражения. | 25 поединков, 23 победы (22 нокаутом), 2 поражения. | 25 поединков, 23 победы (22 нокаутом), 2 поражения. | 25 поединков, 23 победы (22 нокаутом), 2 поражения. | 25 поединков, 23 победы (22 нокаутом), 2 поражения. | 25 поединков, 23 победы (22 нокаутом), 2 поражения. | 25 поединков, 23 победы (22 нокаутом), 2 поражения.                                                                                           |
| Бой                                                 | Рекорд                                              | Дата боя                                            | Соперник                                            | Место проведения боя                                | Раундов, время                                      | Дополнительно |
| --------------------------------------------------- | --------------------------------------------------- | --------------------------------------------------- | --------------------------------------------------- | --------------------------------------------------- | --------------------------------------------------- | --- |
| 25                                                  | 23-2                                                | 28 октября 2023                                     | Джозеф Паркер (32-3)                                | Boulevard Hall, Эр-Рияд, Саудовская Аравия          | KO 3 (10), 2:04                                     | Бой за вакантный титул чемпиона по версиям WBO Inter-Continental и IBF Inter-Continental в тяжёлом весе.                                      |
| 24                                                  | 23-1                                                | 23 марта 2023                                       | Эрик Молина (29-8)                                  | Montreal Casino, Монреаль, Квебек, Канада           | TKO 7 (10), 2:39                                    | |
| 23                                                  | 22-1                                                | 9 сентября 2022                                     | Невфель Уата (18-4)                                 | Montreal Casino, Монреаль, Квебек, Канада           | TKO 1 (10), 0:11                                    | |
| 22                                                  | 21-1                                                | 19 февраля 2022                                     | Шонделл Терелл Уинтерс (13-6)                       | Montreal Casino, Монреаль, Квебек, Канада           | TKO 9 (10), 1:25                                    | Уинтерс в нокдауне — в 6-м раунде и дважды в 9-м раунде. Кин в нокдауне — в 6-м раунде.                                                       |
| 21                                                  | 20-1                                                | 4 июня 2021                                         | Дон Хейнсуорт (16-5-1)                              | Hotel Holiday Inn, Куэрнавака, Морелос, Мексика     | RTD 4 (8), 3:00                                     | |
| 20                                                  | 19-1                                                | 21 февраля 2020                                     | Дэниел Мартц (19-8-1)                               | Римуски, Квебек, Канада                             | KO 3 (10), 0:46                                     | Защитил титул чемпиона по версии WBC International Silver (1-я защита Кина) в тяжёлом весе.                                                   |
| 19                                                  | 18-1                                                | 7 декабря 2019                                      | Сергей Ляхович (27-7)                               | Bell Centre, Монреаль, Квебек, Канада               | TKO 10 (10), 2:04                                   | Завоевал вакантный титул чемпиона по версии WBC International Silver в тяжёлом весе.                                                          |
| 18                                                  | 17-1                                                | 15 июня 2019                                        | Диллон Карман (14-4)                                | Шавиниган, Квебек, Канада                           | TKO 3 (10), 2:56                                    | |
| 17                                                  | 16-1                                                | 16 марта 2019                                       | Рохелио Омар Росси (20-7-1)                         | Montreal Casino, Монреаль, Квебек, Канада           | TKO 2 (10), 0:39                                    | |
| 16                                                  | 15-1                                                | 6 октября 2018                                      | Диллон Карман (13-3)                                | Centre Videotron, Квебек, Квебек, Канада            | KO 4 (12), 1:28                                     | Бой за вакантный титул чемпиона по версии WBA-NABA и титула по версии WBC Francophone (1-я защита Кина) в тяжёлом весе.                       |
| 15                                                  | 15-0                                                | 16 июня 2018                                        | Адам Брайдвуд (12-1)                                | Шавиниган, Квебек, Канада                           | TKO 3 (10), 1:32                                    | Завоевал вакантный титул чемпиона по версии WBC Francophone и защитил титул по версии IBO Inter-Continental (2-я защита Кина) в тяжёлом весе. |
| 14                                                  | 14-0                                                | 7 апреля 2018                                       | Игнасио Эспарса (21-2)                              | Centre Videotron, Квебек, Квебек, Канада            | KO 5 (10), 2:56                                     | |
| 13                                                  | 13-0                                                | 10 февраля 2018                                     | Алексис Сантос (18-2)                               | Шавиниган, Квебек, Канада                           | KO 8 (10), 2:01                                     | Защитил титул чемпиона по версии IBO Inter-Continental (1-я защита Кина) в тяжёлом весе.                                                      |
| 12                                                  | 12-0                                                | 16 декабря 2017                                     | Майк Шеппард (25-21-2)                              | Лаваль, Квебек, Канада                              | TKO 2 (8), 0:39                                     | |
| 11                                                  | 11-0                                                | 27 октября 2017                                     | Рэнди Джонсон (13-2)                                | Монреаль, Квебек, Канада                            | KO 2 (10), 0:34                                     | |
| 10                                                  | 10-0                                                | 17 июня 2017                                        | Марсело Луис Насименто (18-14)                      | Монреаль, Квебек, Канада                            | KO 5 (10), 0:59                                     | Завоевал вакантный титул чемпиона по версии IBO Inter-Continental в тяжёлом весе.                                                             |
| 9                                                   | 9-0                                                 | 6 апреля 2017                                       | Майкл Марроне (21-6)                                | Монреаль, Квебек, Канада                            | TKO 1 (8), 0:50                                     | |
| 8                                                   | 8-0                                                 | 28 января 2017                                      | Эйвери Гибсон (8-5-4)                               | Белл-центр, Монреаль, Квебек, Канада                | UD 8 (8)                                            | Счёт: 79-73, 80-72 (дважды). |
| Бой                                                 | Рекорд                                              | Дата боя                                            | Соперник                                            | Место проведения боя                                | Раундов, время                                      | Дополнительно |